# Murraya paniculata
Murraya paniculata es una planta tropical de hojas perennes pequeñas, flores blancas y perfumadas, que se cultiva como un árbol ornamental o de cobertura, originaria del Sureste de Asia desde China a Japón y Malasia. La Murraya está estrechamente relacionada con los cítricos.

## Descripción

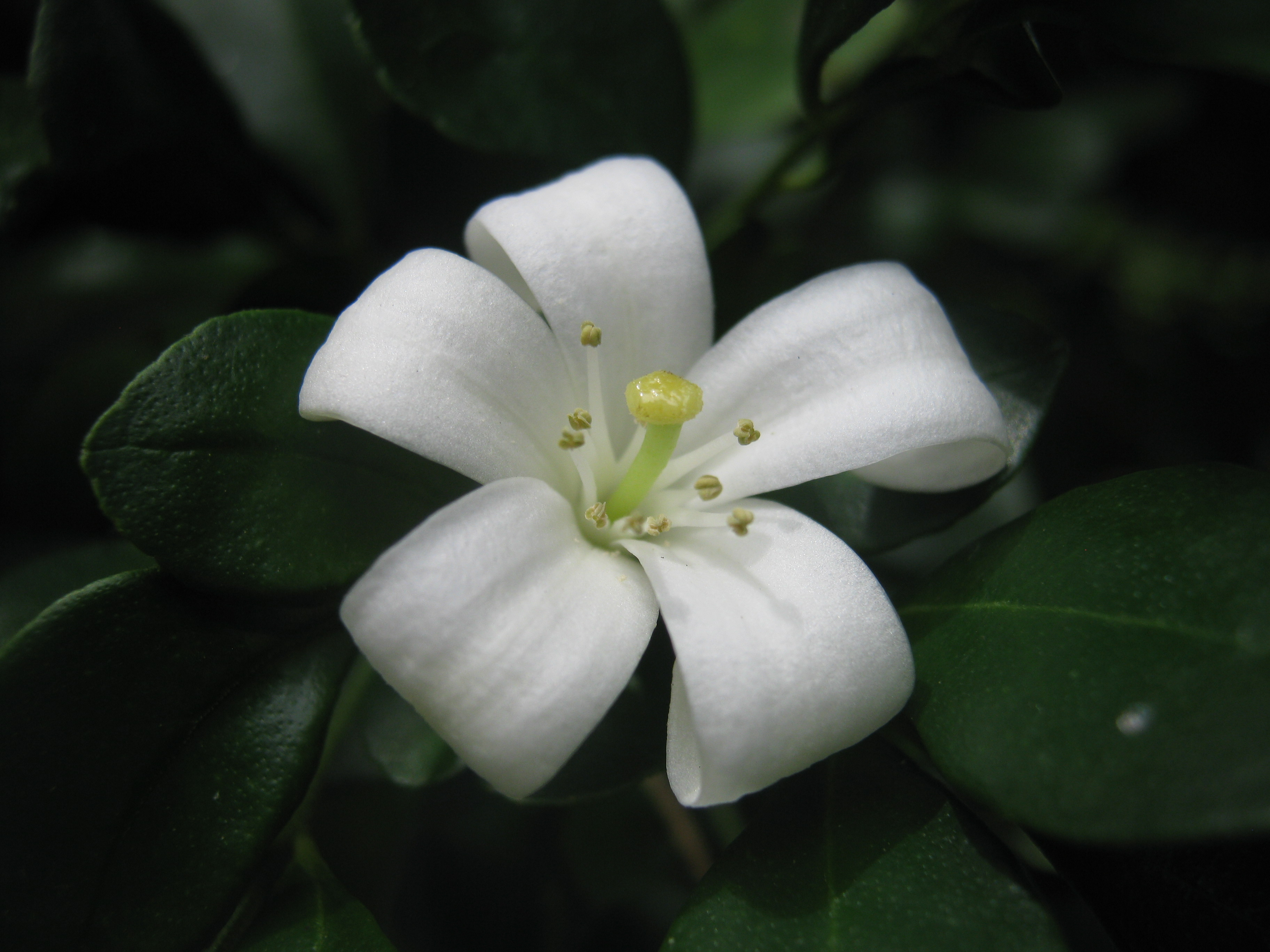
Flor blanca de la Murraya paniculata

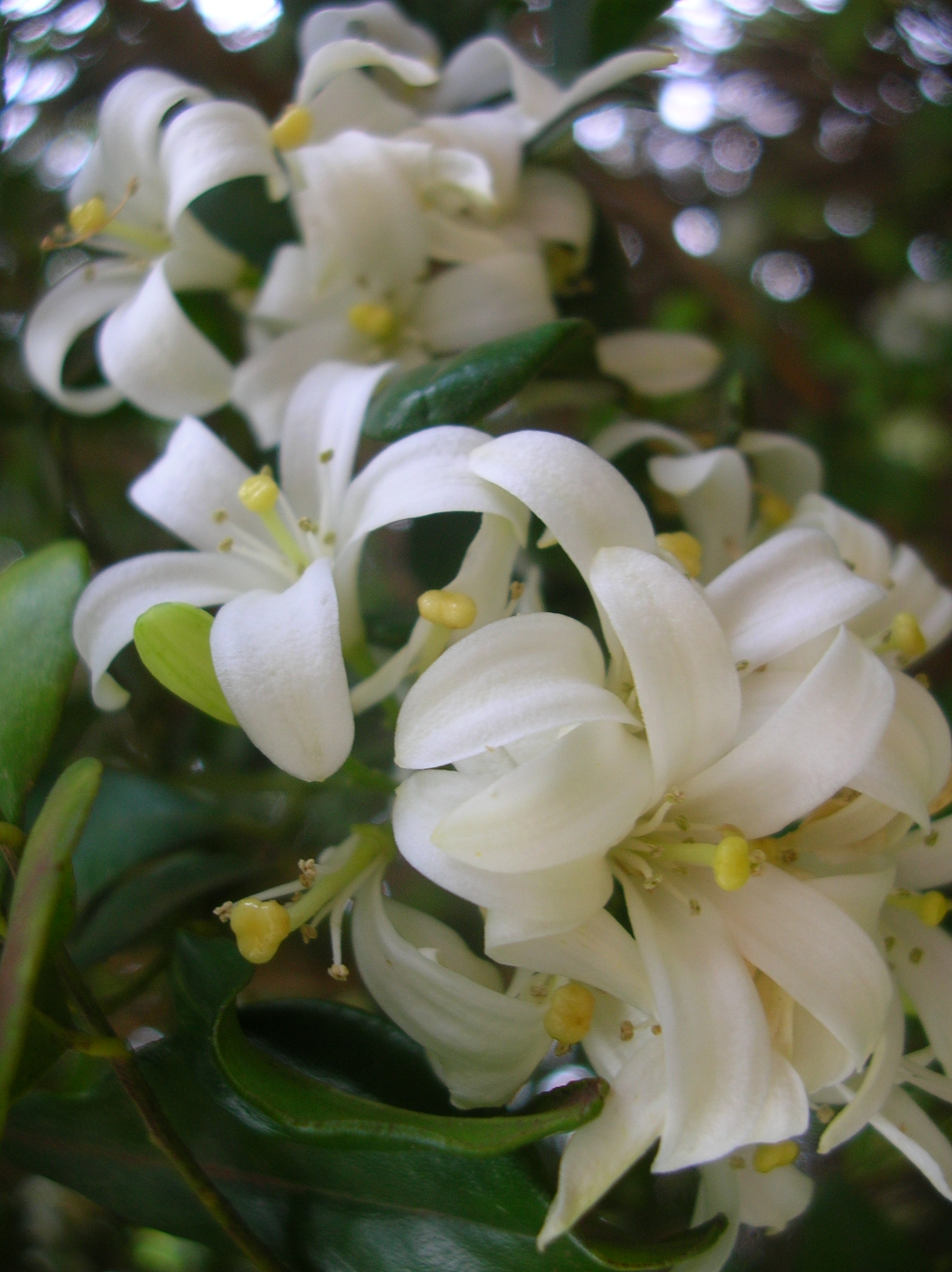
Detalle de las flores

Es un pequeño árbol tropical, de hoja perenne o arbusto que crece hasta 7 m de altura. La planta florece durante todo el año. Sus hojas son glabras y brillantes, produce hojas pinadas que curiosamente son elípticas a obovadas, cuneadas a rómbico. Las flores son terminales, corimbosas, pocas flores, densas y con perfume a jazmín. Los pétalos son 12-18 mm de largo, recurvadas y blancas (o de coloración crema). El fruto de Murraya paniculata es carnoso, oblongo ovoides, de color rojo a naranja, y crece hasta 2 a 3 cm de largo.

## Usos

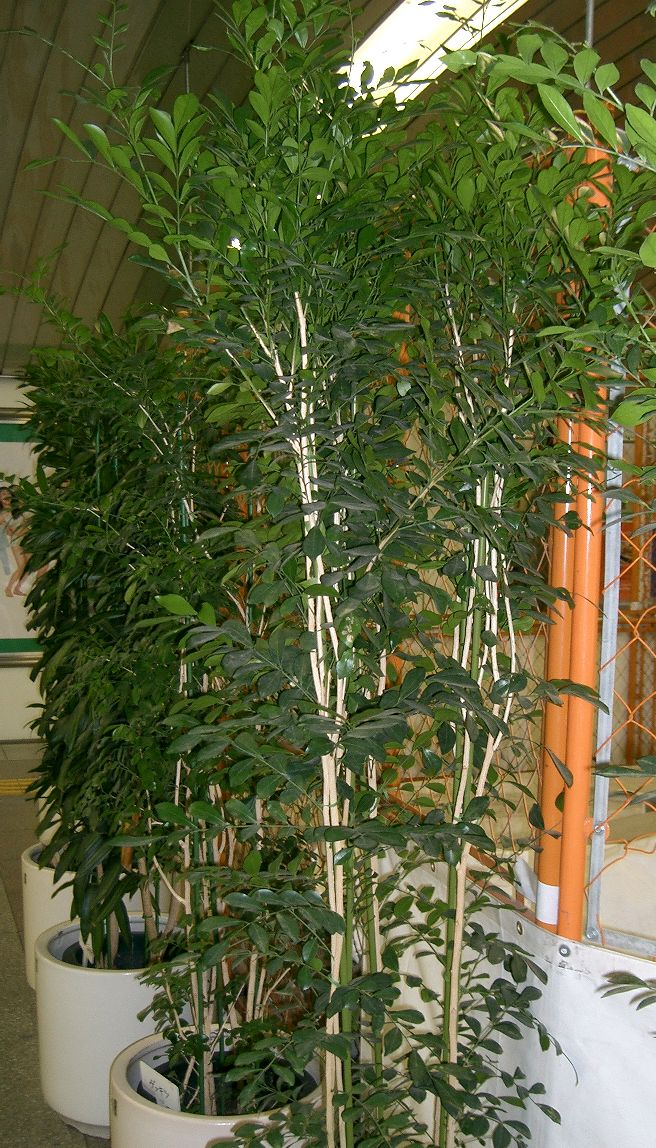
Murraya paniculata en macetas

Tradicionalmente, la Murraya paniculata se utiliza tanto en la medicina tradicional como analgésico. Sus hojas, corteza y frutos son medicinales. 
En Occidente, la Murraya paniculata es cultivado como árbol ornamental o de cobertura debido a su resistencia, amplia gama de la tolerancia del suelo (M. paniculata pueden crecer en suelo alcalinos, arcillosos, arenosos, ácidos y los suelos francos), y es adecuado para grandes coberturas. La planta florece durante todo el año y produce racimos pequeños, de flores olorosas que atraen a las abejas, mientras que los frutos atraer pequeñas aves frugívoras.
Mayormente Se emplea en jardines, a lo largo de vías en barrios, para conformar setos.

## Taxonomía
Murraya paniculata fue descrita por (L.) Jack  y publicado en Malayan Miscellanies 1: 31. 1820.
Etimología
Murraya: nombre genérico que fue otorgado en honor del botánico sueco Johan Andreas Murray.
paniculada: epíteto latíno que significa "con panícula".
Sinonimia
- Chalcas cammuneng Burm.f.
- Chalcas exotica (L.) Millsp.
- Chalcas intermedia M.Roem.
- Chalcas japanensis Lour.
- Chalcas paniculata L.
- Chalcas sumatrana M.Roem.
- Connarus foetens Blanco
- Connarus santaloides Blanco
- Limonia malliculensis J.R.Forst. ex Steud.
- Marsana buxifolia Sonn.
- Murraea exotica L.
- Murraya exotica L.
- Murraya exotica DC.
- Murraya omphalocarpa Hayata[2]

## Algunos de los nombres comunes incluyen
- Thanaka
- Azahar de la India
- Jazmín de azahar
- Jazmín naranja
- Naranjo jazmín
- Limonaria
- Murraya.
- Muraya / muralla, murallera (La Habana, Cuba)
- Mirto, mirto criollo (Las Villas, Cuba)
- Boj de Persia (Camagüey, Oriente, Cuba)
- boj de la China[3]